# Масычева, Валентина Ивановна
Валентина Ивановна Масычева (6 мая 1947 — 11 октября 2013) — учёный-фармаколог,  токсиколог, доктор биологических наук, профессор, академик Лазерной академии наук Российской Федерации и член-корреспондент Академии ветеринарных наук. 
 
Занималась созданием средств лечения инфекционных и онкологических заболеваний.

## Научный вклад
Под руководством Валентины Ивановны были проведены доклинические испытания более 20 оригинальных лекарственных препаратов и вакцин для медицины и ветеринарии. 

12 лекарственных препаратов, субстанций и стандартов активности зарегистрированы и внедрены в медицинскую, семь — в ветеринарную практику.
Валентина Ивановна Масычева — автор более 450 научных работ и 27 патентов; член Диссертационных советов при Государственном научном центре вирусологии и биотехнологии «Вектор» и Институте экспериментальной ветеринарии Сибири и Дальнего Востока СО РАСХН; член научно-технического и Учёного совета ГНЦ ВБ «Вектор»;  член координационного научно-технического совета при администрации наукограда Кольцово, член Экспертного совета технопарка Академгородка; председатель биоэтической комиссии; член этического комитета ГНЦ ВБ «Вектор».

## Награды
Награждена медалями: 
- «За трудовую доблесть»,
- «За вклад в развитие НСО»,
- «Лауреат ВВЦ»,

также награждена:
- знаком «Отличник здравоохранения»,
- почётными грамотами Министерства Здравоохранения — неоднократно,
- почётными грамотами областной администрации НСО — неоднократно.